# Öresund
Der Öresund (dänische Schreibweise: Øresund; historische deutsche Bezeichnung: Sund) ist die Meerenge zwischen Seeland (Dänemark) und Schonen (Schweden), die die Ostsee mit dem Kattegat verbindet.

## Geschichte
Vor ca. 9000 Jahren begann der Skandinavische Schild – von der Last des eiszeitlichen Eises befreit – zu kippen. Er hob sich im Norden und senkte sich im Süden. Das Nordseewasser drang vom Norden her in den Ostseeraum ein, überflutete das ehemalige Festland und schuf in den folgenden Jahrtausenden die dänischen Inseln und Sunde.
Der Name Öresund (Øresund) ist in dänischen Quellen erst seit 1343 belegt. Zu Zeiten der Wikinger wurde er möglicherweise Einarsund genannt (so im Totengesang von Ragnar Lodbrok). In mittelalterlichen Quellen heißt er meist Noresund (nördlicher oder enger Sund – englisch: narrow?). In Deutschland wurde er lange Zeit nur der Sund genannt.
Von 1429 bis 1857 erhob Dänemark für die Durchfahrt von Schiffen einen Sundzoll. Bis zum Frieden von Roskilde 1658 gehörte auch das schonische Ufer des Öresunds zu Dänemark.
Pläne für eine feste Verbindung über den Öresund gab es bereits im 19. Jahrhundert. Pläne für einen Eisenbahntunnel (den sogenannten HH-Tunnel zwischen Helsingborg und Helsingør) werden immer wieder erörtert.
Nach der Besetzung Dänemarks durch die Wehrmacht des Deutschen Reiches im Jahr 1940 wurden von dem Unternehmen Reichsautobahn Planungen für den Bau von Autobahnen in Dänemark aufgenommen. Sie umfassten unter anderem zur Anbindung Schwedens zwei Entwürfe einer Brücke über den Öresund. Die Varianten waren eine Fachwerkbalkenbrücke mit Stützweiten von bis zu 300 Metern und eine Hängebrücke mit drei Hauptöffnungen von 756 Metern. 1942 wurden die Planungen eingestellt.
Die Öresundverbindung wurde am 1. Juli 2000 durch Königin Margrethe II. von Dänemark und König Carl XVI. Gustaf von Schweden feierlich eröffnet. Südlich der Öresundbrücke liegt mit dem Offshore-Windpark Lillgrund auch der mit Stand 2015 größte Offshore-Windpark Schwedens.

## Geographie
Die nördliche Begrenzung des Öresund gegen das Kattegat ist durch eine Linie von Gilleleje (Nordspitze der Insel Seeland) zur schwedischen Halbinsel Kullen (21 km) definiert, und die südliche Begrenzung gegen die Arkonasee (Teil der westlichen Ostsee) durch eine Linie von Stevns Klint (östlichster Punkt bzw. Leuchtturm) zur Halbinsel Falsterbo (23,3 km).
Im Bereich der Køge Bugt bis zu der auf schwedischer Seite gegenüberliegenden Bucht Fotevik weist der Öresund seine größte Breite auf, 48,8 km. Die engste Stelle liegt zwischen Helsingør auf der dänischen und Helsingborg auf der schwedischen Seite (3,9 km).
Für die Wasserfläche des Öresund sind 2300 km² angegeben. Bei einer durchschnittlichen Tiefe von 12 Metern ergibt das ein Wasservolumen von 27 km³. Die größte Tiefe ist das Landskrontief (südlich der schwedischen Stadt Landskrona, von der es seinen Namen bezieht) mit 53 Metern.
Der Öresund nach der vorstehend beschriebenen Abgrenzung besteht aus zwei unterschiedlich breiten Teilen, einem engeren nördlichen Teil und einem breiteren südlichen Teil. Die Grenze zwischen beiden Teilen verläuft von Dragör (Insel Amager) über die Südspitze von Saltholm bis Limhamn auf schwedischer Seite. Hier verläuft die nur 6,9 Meter tiefe Drogdenschwelle. In einer engeren Abgrenzung wird nur der nördliche Teil als Öresund bezeichnet, und die vorbezeichnete Linie bildet dann seine Südgrenze gegen die Arkonasee. Für diesen Öresund im engeren Sinne (verschiedentlich auch N Öresund zur Unterscheidung vom S Öresund bezeichnet) wird eine Fläche von 932 bis 943 km² angegeben, das Wasservolumen mit 11 km³, die mittlere Tiefe mit 11 bis 12 Meter. Ein Blick auf die Karte dieser Veröffentlichung zeigt zudem, dass hier die nördliche Grenze des Öresund an seiner Engstelle zwischen Helsingør und Helsingborg gezogen wurde.
Im Öresund liegen die Inseln Ven (zu Schweden) sowie Amager (an der westlichen Seite des Öresund), Saltholm und die künstliche Insel Peberholm (alle zu Dänemark).

## Verbindungen
Die beiden größten Städte am Öresund sind Kopenhagen und Malmö, die durch die Öresundverbindung miteinander zur Öresundregion verbunden sind. Die kürzeste Fährverbindung über den Öresund ist zwischen dem dänischen Helsingør und dem schwedischen Helsingborg. Dort, nördlich von Kopenhagen und Malmö, befindet sich mit etwa vier Kilometer die schmalste Stelle der Meerenge.

## Navigation
In einer vierjährigen Versuchsperiode zeigte die dänisch-schwedische Überwachung des Schiffsverkehrs, dass 200 Ereignisse aktive Beratung zur Verhinderung von unsicherer Navigation und Auflaufen verlangten. Seit dem 1. September 2011 müssen sich deshalb alle Schiffe über 300 BRT bei SOUNDREP anmelden, wenn sie den Sund durchfahren wollen, bei Kullen im Norden und bei Trelleborg im Süden.

## Bilder und Karten

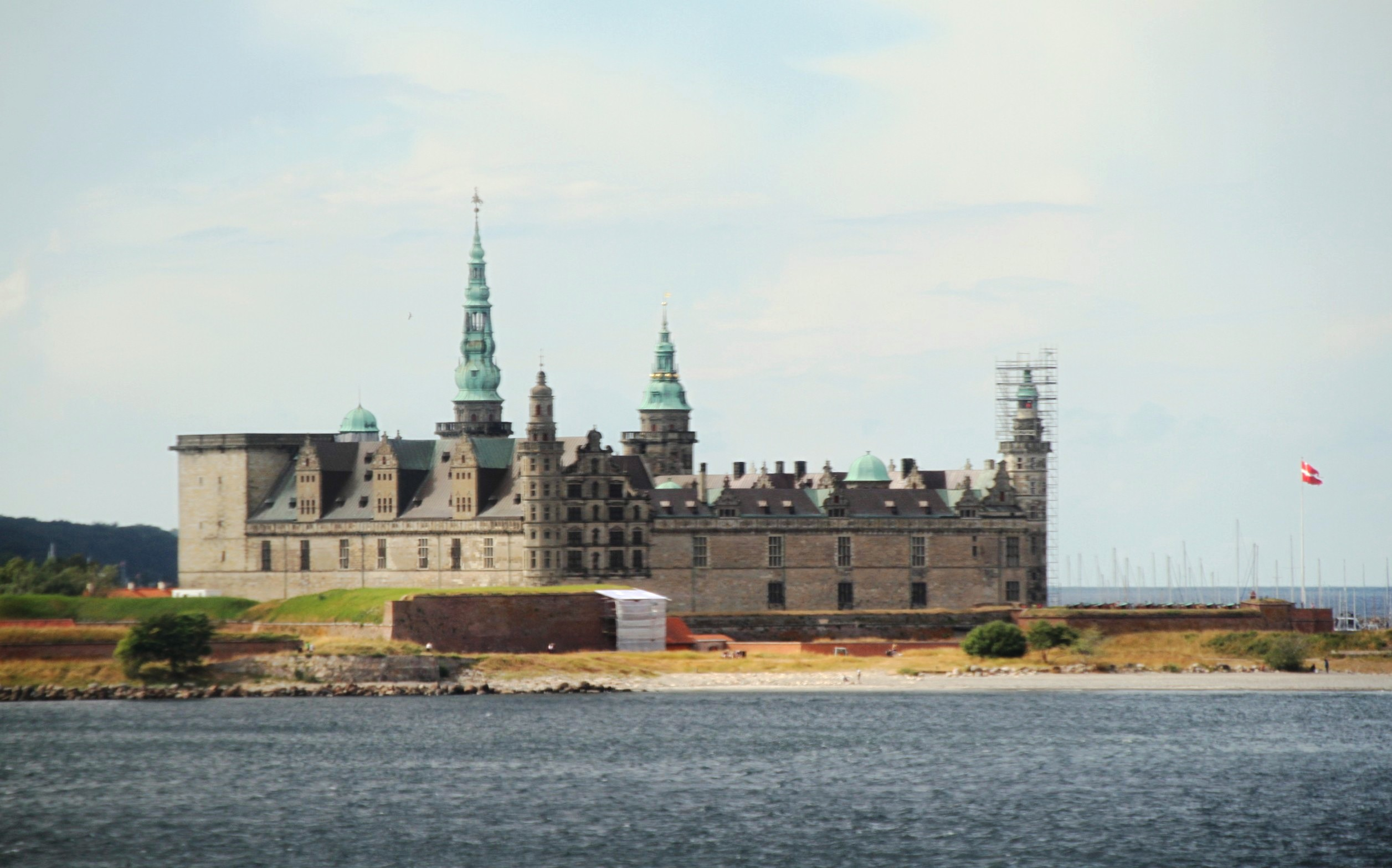
Schloss Kronborg, der alte dänische Kontrollpunkt
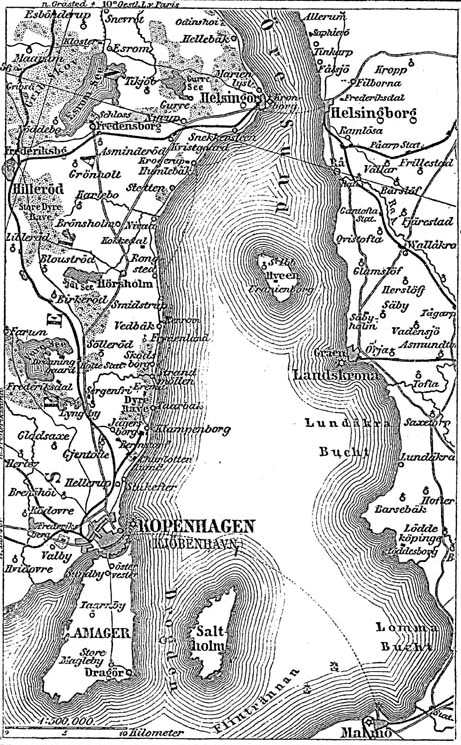
Öresund um 1888
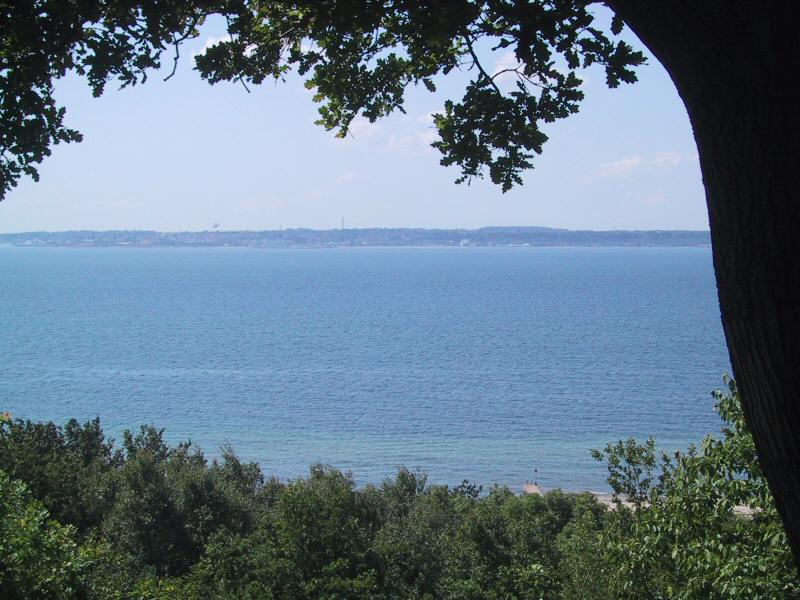
Nördlicher Teil des Öresunds
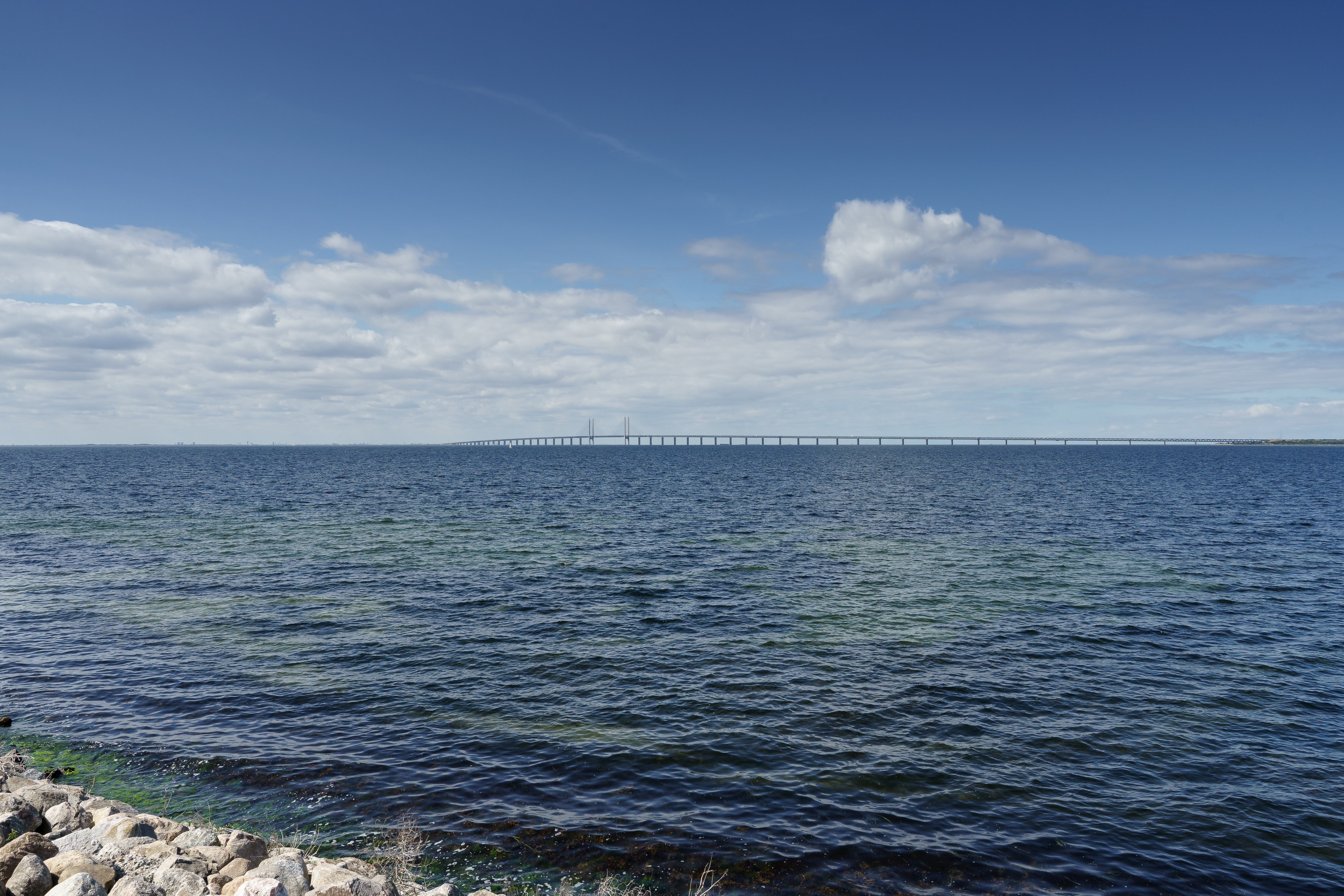
Öresundbrücke – Ansicht von Klagshamn